# Burgus Tahitótfalu-Balhavár
Der Burgus Tahitótfalu-Balhavár, seltener Tahitótfalu-Bolhavár, ist ein teilweise bekanntes ehemaliges römisches Militärlager, das als spätantiker Ländeburgus die Überwachung eines Donauübergangs am pannonischen Limes (Limes Pannonicus) sicherte. Der Strom bildete in weiten Abschnitten die römische Reichsgrenze. Die Anlage lag am Westufer der ungarischen Donauinsel Szentendrei (St. Andrä) in der zur Gemeinde Tahitótfalu gehörenden Flur Balhavár (Flohburg) im Komitat Pest.

## Lage

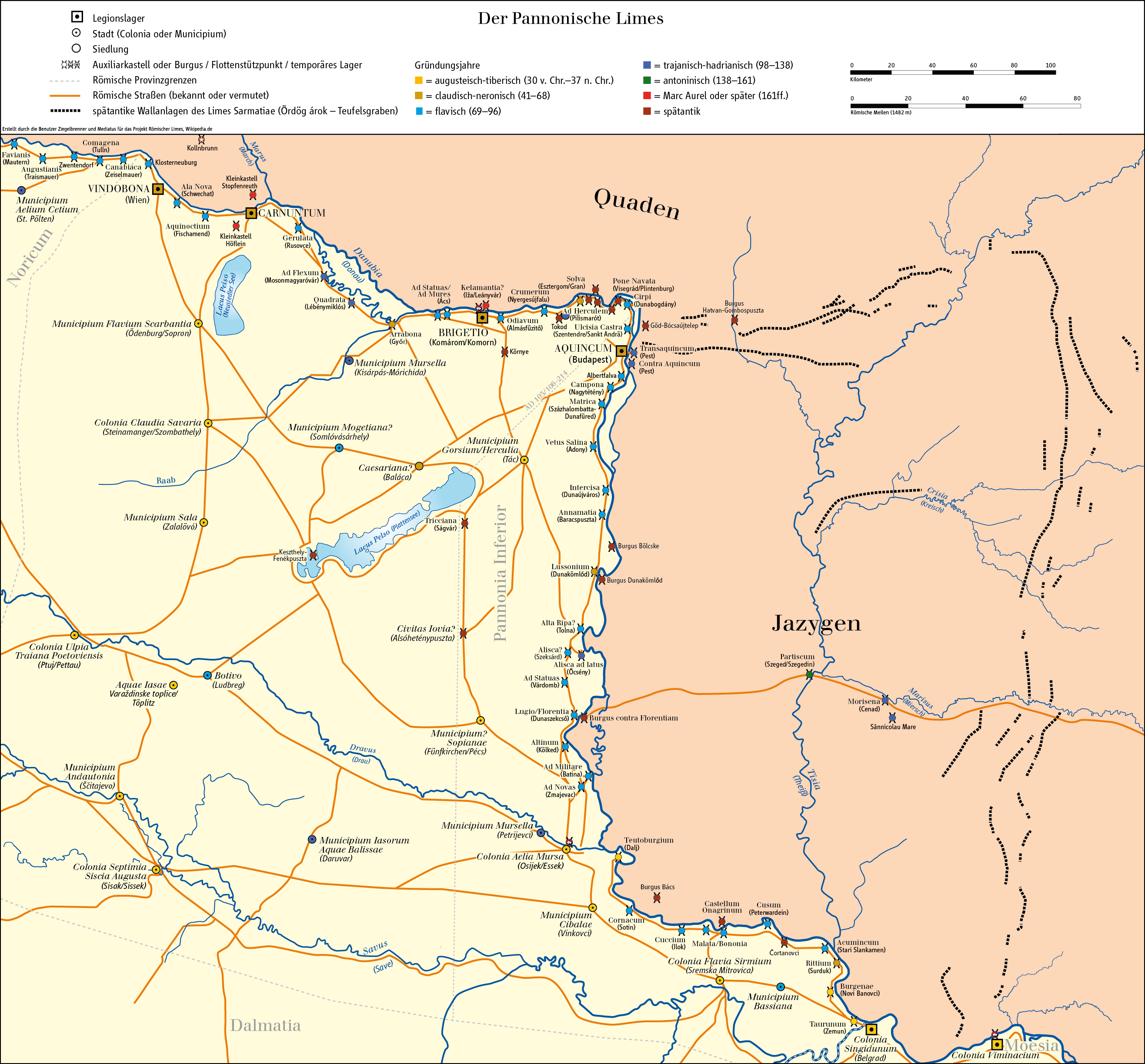
Pannonien mit seinem vorgelagerten Wallsystem

Die brückenkopfartige Lände entstand auf der bereits in der Antike existierenden Donauinsel St. Andrä. Von hier aus konnte nicht nur das nahe, nordwestlich auf der Landseite gelegene Kohortenkastell Cirpi, zu dem eine Straße führte, eingesehen werden, sondern auch etliche Wachtürme und weitere militärische Stationen, die sich hier an den Ufern der Donau aneinanderreihten. Die flache Insel sowie das gut einzusehende Ostufer der Donau mit seiner teils sumpfigen, weitläufigen Niederung waren für diesen Standort von Vorteil. Die ungarische Forschung vermutet schon lange, dass es auf der dem Burgus Tahitótfalu-Balhavár gegenüberliegenden Flussseite, bei der heutigen Stadt Vác, einen weiteren Ländeburgus gegeben haben müsste, so wie diese beispielsweise im Süden der Insel zwischen den Kastellen Castra Constania und Göd-Bócsaújtelep nachgewiesen wurden.

Der Limes Pannonicus am Pilisgebirge

## Forschungsgeschichte
Das Wissen um die unmittelbar im Uferstreifen der Donau errichtete Anlage ging, wie der Flurname „Flohburg“ nahelegt, offenbar nie vollständig verloren. Über die Zeiten hinweg hat die Seitenerosion des Flusses jedoch die Grundmauern des Gesamtkomplexes teilweise unterschnitten und abgetragen. Seit dem 19. Jahrhundert wird der Platz von Wissenschaftlern aufgesucht. So war der ungarische Archäologie-Pionier Flóris Rómer (1815–1889) ebenso vor Ort, wie 1913 Valentin Kuzsinszky (1864–1938), der erste Ausgräber von Aquincum.  Kuzsinszky war es auch, der erste Vermessungen vornahm und 1923 wichtige Bauteile fotografierte. Als der Archäologe Sándor Soproni (1926–1995) im Jahr 1953 diese Angaben vor Ort überprüfte, kam er zu völlig abweichenden Ergebnissen. Da bisher keine Ausgrabungen stattgefunden haben, ist die Forschung auf Oberflächenfunde und -befunde angewiesen.
Die antiken Fundamente sind heute weitgehend durch einen kleinen Erdhügel vor der Verwitterung geschützt und liegen nahe an einem unbefestigten Weg auf dem abgeriegelten Gelände der hauptstädtischen Wasserwerke. Sie können mit einer Sondererlaubnis besichtigt werden.

## Baugeschichte

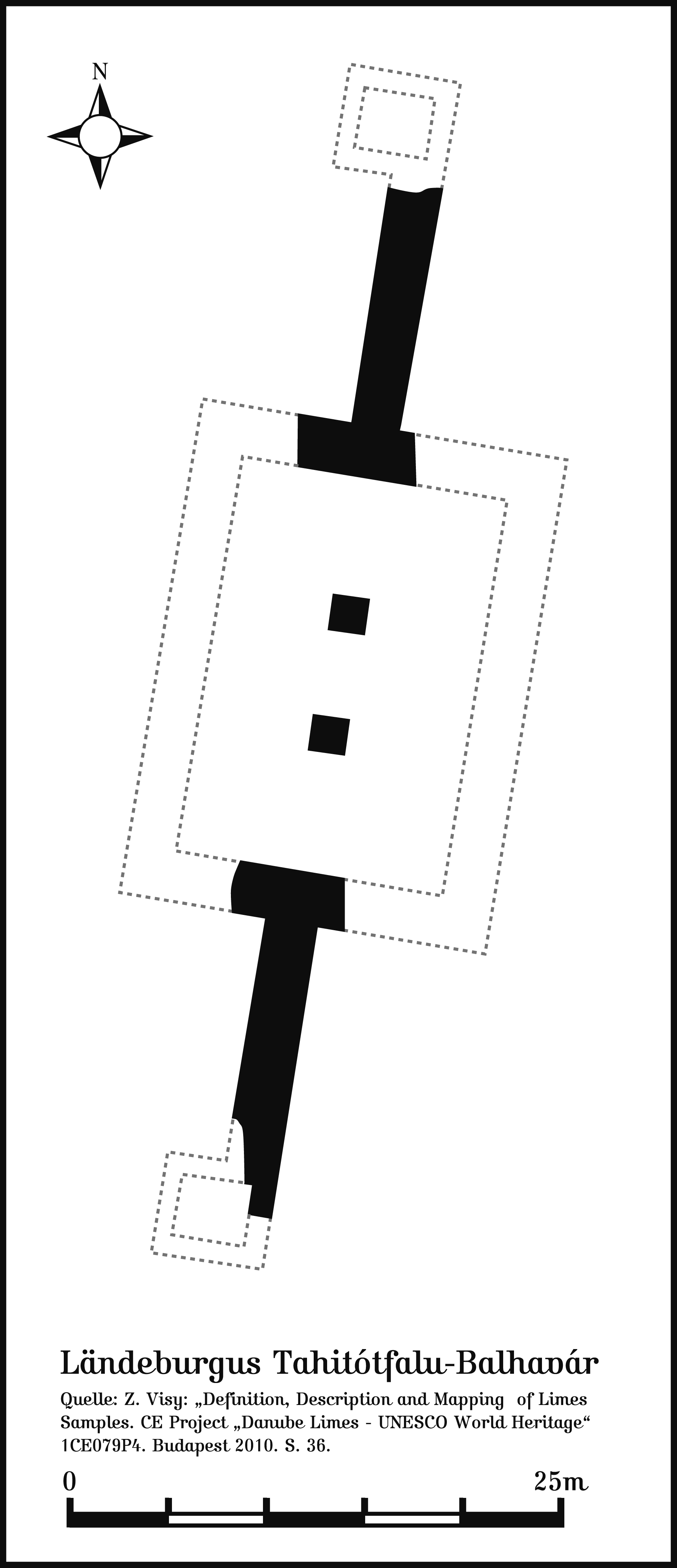
Der während der Untersuchungen ermittelte Grundriss.

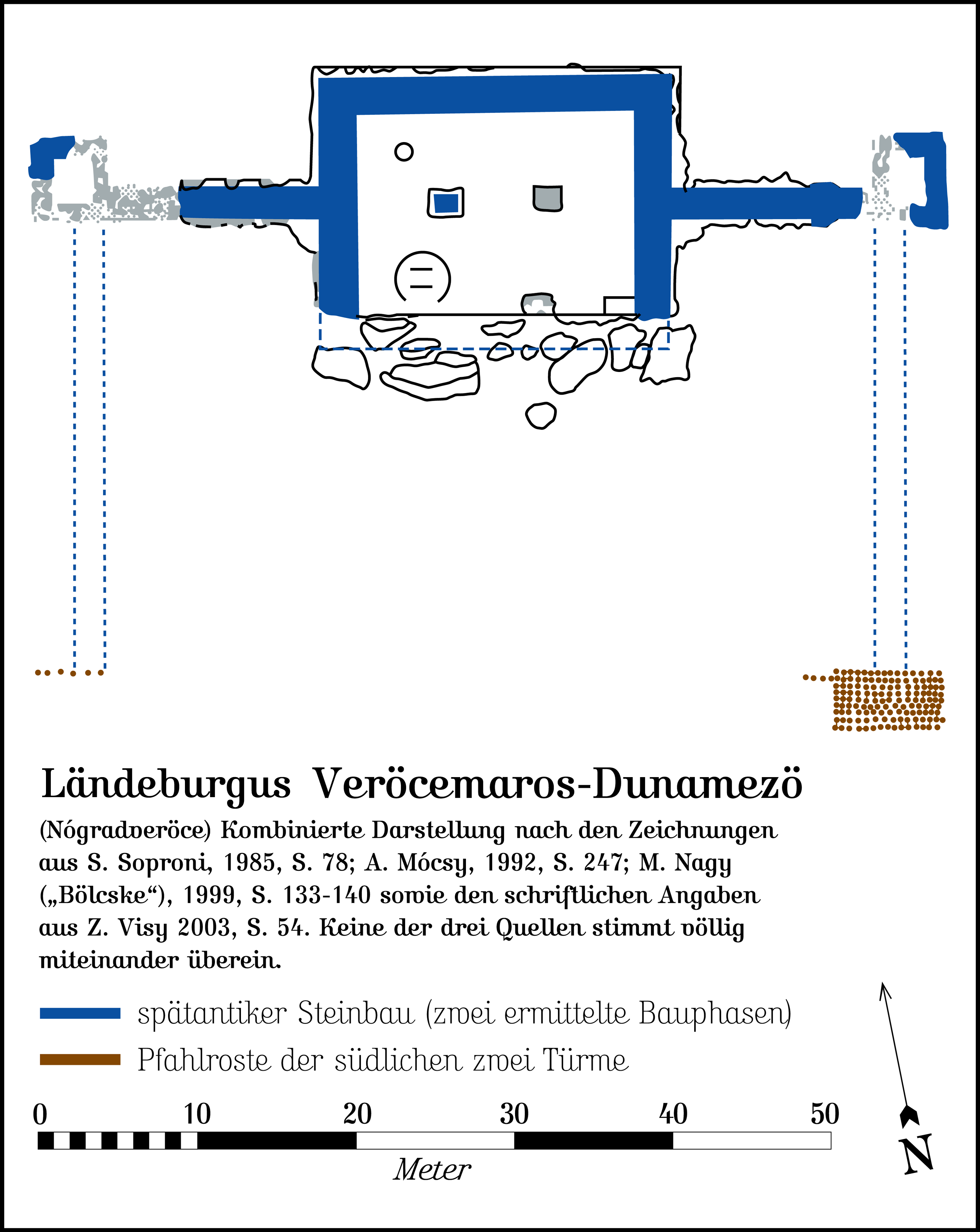
Der besser erhaltene Ländeburgus von Veröcemaros-Dunamezö zeigt eine identische Grundkonzeption wie die Anlage von Tahitótfalu-Balhavár.

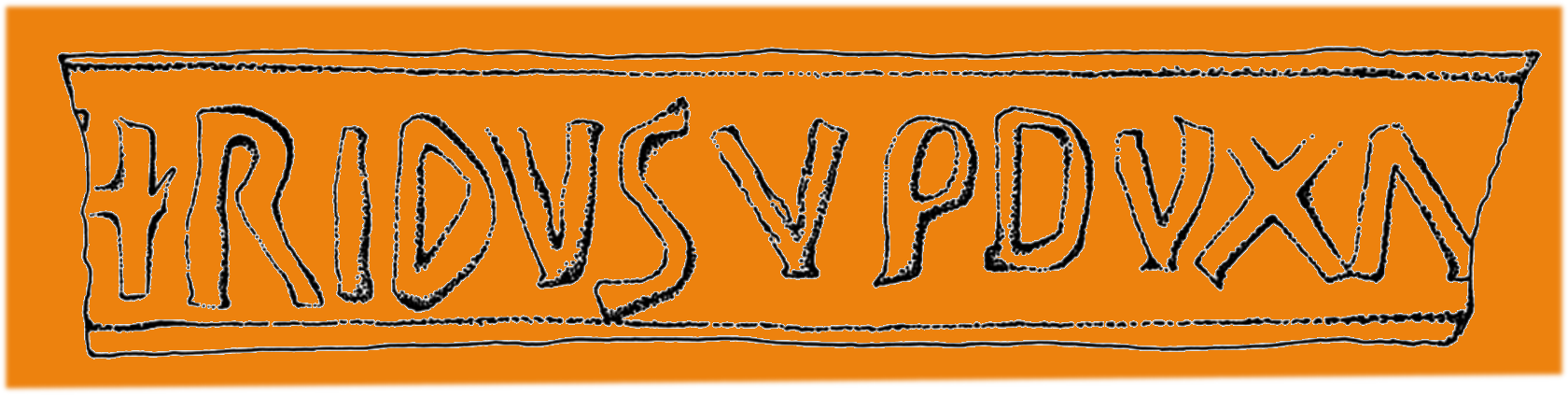
Ziegelstempel des Dux Valeria Frigeridus

Der zentrale Wohn- und Wachtturm des Ländeburgus besitzt in seinem Inneren einen Längenausdehnung von 19,40 Metern (Soproni 1953: 18,90 Meter). Die an den beiden gegenüberliegenden Flanken dieses Zentralgebäudes rechtwinklig anschließenden Wehrmauern waren 12 und 15 Meter lang. An ihren äußeren Enden befand sich je ein Eckturm. Rómer hatte den kleinen südöstlichen Eckturm noch unversehrt sehen können und ihn ohne Grabungen vorzunehmen, mit einem Durchmesser von 4,42 Metern bestimmt. Der Nordwestturm war allerdings bereits zu seiner Zeit zerstört. Die Mauerstärke betrug 1,80 Meter (Soproni 1953: 2,50 Meter).
Nur spärliche archäologische Angaben liegen über den donauseitigen Ausbau der Ländeburgi vor, da die über eineinhalb Jahrtausende wirkende Erosion durch den Fluss fast alle Spuren beseitigt hat. Lange Zeit glaubte die wissenschaftliche Forschung, dass das von Wehrmauern umschlossene Geviert der befestigten Schiffsanlegeplätze zur Donau hin geöffnet war. Anhand von alten Überlieferungen und Zeichnungen konnte dieses Vorstellung korrigiert werden. So verbreitet sich heute das Bild einer Anlage, die auch flussseitig geschlossen war und dort nur einen speziellen Eingang oder eine größere Öffnung besessen hat. Möglicherweise, um Schiffe vor feindlichen Angriffen gesichert an Land zu ziehen, wie dies der Altphilologe Wilhelm Schleiermacher (1904–1977) annahm.
Die Anlage wurde im Zuge des spätantiken Ausbaus der Limesanlagen errichtet und steht offensichtlich in Verbindung mit dem großen Wallsystem. Dieses aus mehreren, teils hintereinander gestaffelten Erdwällen bestehende, weit vorgelagerte Sicherungssystem für die Ostflanke der pannonischen Provinzen schützte nicht nur die dort lebenden römischen Bündnispartner, den sarmatischen Stamm der Jazygen, sondern bildete auch eine Pufferzone gegen mögliche Angreifer. Der ungarische Archäologe Sándor Soproni (1926–1995) hat diesen Wall auch als Limes Sarmatiae bezeichnet. Die am Ostufer der Szentendrei und nördlich von Budapest beginnenden und unregelmäßig verlaufenden Wallanlagen ziehen sich weit nach Osten in die ungarischen Tiefebene hinein und knicken dort, genau der Nord-Süd-Richtung folgend, nach Süden hin ab, um bei Viminatium am Eisernen Tor wieder auf den Limes zu treffen. Die Spekulationen um den Baubeen B des Wallsystems reichen von der Zeit Kaiser Diokletians (284–305) bis in die Regierungszeit Konstantins (307–337). Die Aufgabe des Limes Sarmatiae wird mit der verheerenden römischen Niederlage bei Hadrianopolis im Jahr 378 in Verbindung gebracht. Und auch die Errichtung des Burgus Tahitótfalu-Balhavár wird von der Wissenschaft unterschiedlich gesehen. Neben einer Gründung unter Diokletian wird auch eine spätere Errichtung unter Constantius II. (337–361) überlegt. Die Fundstücke aus der Zeit Kaiser Valentinians I. (364–375) wurden in der Vergangenheit einer Renovierung oder einem Umbau zugeordnet.

## Funde
Die ersten Lesestücke hat der Archäologe János Szilágyi (1907–1988) 1950 in Form von Ziegelstempeln aus dem Schutt der Befestigung geborgen. Diese Stempel sind bis heute die hauptsächlichen Zeugnisse aus der Anlage und nennen den Tribun Valentinus, die Zenturionen Luppianus und Lupus sowie Bessula. Mit Ausnahme der Bessula-Stempels lassen sich alle Inschriften einwandfrei der Zeit Valentinians I. zuordnen. Valentinus, Luppianus und Lupus waren zeitgleich mit dem adeligen Oberbefehlshaber Frigeridus in der Provinz Valeria, zu der dieser Burgus gehörte, tätig. Funde, beispielsweise von Wachtürmen zwischen Visegrád–Gizellamajor und dem Kastell Visegrád–Sibrik legen nahe, dass Frigeridus im Jahr 371 das Amt des Dux Valeriae ripensis in der Provinz übernahm.

## Limesverlauf vom Burgus Tahitótfalu-Balhavár bis zum Burgus Szigetmonostor-Horány
Die Strecke zwischen diesen beiden Ländeburgi führt am Ostrand der Insel Szentendrei entlang. In diesem 12 bis 13 Kilometer langen Bereich konnte bisher nur ein einziger Burgus festgestellt werden, der sich relativ nahe dem Ländeburgus Szigetmonostor-Hórany befand.
| Strecke | Name/Ort                                      | Beschreibung/Zustand |
| ------- | --------------------------------------------- | --- |
| 3       | Szigetmonostor-Fähre von Göd (Burgus Cirpi 6) | Die Fundstelle, an der sich im Mittelalter ein Kloster befand, wurde bereits 1931 von dem Archäologen József Csalog (1908–1978) besucht. Ihm folgte 1941 Árpád Bottyán. Csalog berichtete etwas widersprüchlich, er hätte ...viele römische und mittelalterliche Platten gefunden (gestempelte mittelalterliche Keramik und eine römische Münze). Im Archiv des Ungarischen Nationalmuseums sind von Csalogs Untersuchung jedoch nur eine sehr schlecht erhaltene hadrianische Münze sowie ein mittelalterliches Glasfragment inventarisiert. Bottyán hat an dieser Stelle keine Gebäudereste mehr gesehen, von Funden ganz zu schweigen. Soproni hingegen wurde 1959 offenbar fündig. Er stieß auf eine weitgehend zerstörte Turmstelle, die durch Mörtelreste, Steine und Ziegel lokalisierbar war. In den Schichten der steilen Uferböschung konnte er jedoch keinen Anhaltspunkt für den Zeitpunkt der Errichtung dieses Postens ausmachen. Es blieb nur die bereits entdeckte Münze. Soproni ordnete die Fundstelle als möglicherweise valentinianisch ein. Zumindest soll die Entstehung, nimmt man die meisten Burgi am ungarischen Donaulimes zum Vergleich, nicht vor Kaiser Valentinian I. stattgefunden haben. Als die Archäologin Zsuzsa Lovag den Ort 1989 nochmals untersuchte, fand auch sie keinerlei römische Bauspuren, sondern lediglich mittelalterliches Fundgut. Der Archäologe Gábor Varga zweifelte daher an dem Ergebnis der Untersuchungen Sopronis. Seiner Meinung nach könnten die Bauspuren zu den hier erwarteten mittelalterlichen Resten gehören. |
| 4       | Szigetmonostor-Horány (Burgus Ulcisia 8)      | Weiter südlich folgte der Ländeburgus Szigetmonostor-Horány und der Ländeburgus Dunakeszi (Burgus Ulcisia 9) |

## Denkmalschutz
Die Denkmäler Ungarns sind nach dem Gesetz Nr. LXIV aus dem Jahr 2001 durch den Eintrag in das Denkmalregister unter Schutz gestellt. Der Burgus Tahitótfalu-Balhavár sowie alle anderen Limesanlagen gehören als archäologische Fundstätten nach § 3.1 zum national wertvollen Kulturgut. Alle Funde sind nach § 2.1 Staatseigentum, egal an welcher Stelle der Fundort liegt. Verstöße gegen die Ausfuhrregelungen gelten als Straftat bzw. Verbrechen und werden mit Freiheitsentzug von bis zu drei Jahren bestraft.